# Телесненко, Андрей Васильевич
Андре́й Васи́льевич Телесне́нко (укр. Андрій Васильович Телесненко; род. 12 апреля 1966, Одесса, Украинская ССР) — украинский футболист, защитник.

## Карьера
Первый тренер — Олег Щупаков.

### В клубах
В еврокубках провёл 24 матча.

#### Достижения
- Бронзовый призёр чемпионата Украины (1): 1993/94
- Серебряный призёр чемпионата Украины (1): 1994/95
- Обладатель Кубка Украины (1): 1993/94
- Обладатель Кубка ТОТО Израиль (1):1995/96
- Чемпион Молдавии (3): 1998, 1999, 2000
- Серебряный призёр чемпионата Молдавии (1): 2001
- Обладатель Кубка Молдавии (1): 1998

### В сборной
За сборную Украины сыграл 3 матча.
Дебютировал 26 августа 1994 в товарищеском матче со сборной ОАЭ (1:1).
Свой последний матч за сборную Украины провёл 29 марта 1995 года против сборной Италии (0:2). Это был матч 4-й группы отборочного турнира X чемпионата Европы (1996).
| Матчи в составе сборной Украины по футболу | Матчи в составе сборной Украины по футболу | Матчи в составе сборной Украины по футболу | Матчи в составе сборной Украины по футболу | Матчи в составе сборной Украины по футболу | Матчи в составе сборной Украины по футболу | Матчи в составе сборной Украины по футболу | Матчи в составе сборной Украины по футболу | Матчи в составе сборной Украины по футболу | Матчи в составе сборной Украины по футболу | Матчи в составе сборной Украины по футболу | Матчи в составе сборной Украины по футболу | Матчи в составе сборной Украины по футболу |
| N                                          | №                                          | Дата                                       | Место                                      | Турнир                                     | Соперник                                   | Счёт                                       | Голы                                       | Минуты                                     | Замены                                     | Наказания                                  | Клуб                                       | Примечание                                 |
| ------------------------------------------ | ------------------------------------------ | ------------------------------------------ | ------------------------------------------ | ------------------------------------------ | ------------------------------------------ | ------------------------------------------ | ------------------------------------------ | ------------------------------------------ | ------------------------------------------ | ------------------------------------------ | ------------------------------------------ | ------------------------------------------ |
| 1                                          | 14                                         | 26.08.1994                                 | Германия, Грассау, «Муниципальный»         | Товарищеский матч                          | ОАЭ                                        | 1 : 1                                      |                                            | 90                                         |                                            |                                            | «Черноморец» (Одесса)                      |                                            |
| 2                                          | 20                                         | 25.03.1995                                 | Хорватия, Загреб, «Максимир»               | Отборочный турнир чемпионата Европы 1996   | Хорватия                                   | 0 : 4                                      |                                            | 90                                         |                                            | 40'                                        | «Черноморец» (Одесса)                      |                                            |
| 3                                          | 21                                         | 29.03.1995                                 | Украина, Киев, «Республиканский»           | Отборочный турнир чемпионата Европы 1996   | Италия                                     | 0 : 2                                      |                                            | 90                                         |                                            |                                            | «Черноморец» (Одесса)                      |                                            |
| Итого:                                     | Итого:                                     | Итого:                                     | 3 игры; +0 =1 −2; голы 1:7 (−6)            | 3 игры; +0 =1 −2; голы 1:7 (−6)            | 3 игры; +0 =1 −2; голы 1:7 (−6)            | 3 игры; +0 =1 −2; голы 1:7 (−6)            |                                            | 180 мин.                                   | 180 мин.                                   |                                            |                                            |                                            |

### Тренерская
С 2006 года тренер в одесском «Черноморце». Имеет тренерский диплом международного образца категории «А».